# Seznam italijanskih umetnostnih zgodovinarjev
Seznam italijanskih umetnostnih zgodovinarjev.

## A
- Francesco Algarotti
- Galasso Alghisi
- Antonio Alisi (1876 – 1954) (Antonio Leiss; ps. Italo Sennio)
- Giulio Carlo Argan

## B
- Giovanni Baglione
- Filippo Baldinucci
- Giovanni Becatti
- Gian Pietro Bellori
- Sergio Benedetti
- Leonardo Benevolo (1923 - 2017) (arhitekturni)
- Jadranka Bentini
- Bernard Berenson
- Ranuccio Bianchi Bandinelli
- Achille Bonito Oliva (kritik, kurator)
- Linda Borean
- Marco Boschini
- Giuseppe Bossi
- Cesare Brandi
- Palma Bucarelli (1910 – 1998)

## C
- Antonio Caimi
- Francesca Cappelletti
- Bernardino Carboni
- Vincenzo Carducci
- Giovanni Careri (1958) fr. ?
- Francesco Cavazzone
- Germano Celant
- Gaspare Celio
- Sergio Cella (Istra)
- Pablo de Céspedes
- Ascanio Condivi
- Giuseppe Cozza-Luzi
- Enrico Crispolti

## D
- Francesco Dal Co (arhitekturni)
- Bernardo de' Dominici
- Constantino D'Orazio

## G
- Raffaele Garrucci
- Lorenzo Ghiberti
- Pietro Giordani
- Pietro Guarienti
- Cristiano Guarneri

## K
- Richard Krautheimer

## L
- Luigi Lanzi
- Riccardo Lattuada

## M
- Aimo Maggi
- Corrado Maltese
- Carlo Cesare Malvasia
- Giulio Mancini
- Lucia Mannini
- Giuseppe Marchetti?
- Fernando Mazzocca
- Gian Carlo Menis
- Giulio Montenero (1926-2024) (Trst, direktor Muzeja Revoltella 1960-89)
- Antonio Morassi
- Giovanni Morelli

## N
- Antonio Natali
- Alessandro Nova

## P
- Francesco Paglia
- Giovanni Battista Passeri
- Carlo Pedretti (1928 – 2018)
- Paolo Pino
- Giovanni Poggi (1880 – 1961)
- Paolo Portoghesi (arhitekturni)
- Marco Pozzetto
- (Giuseppe Prezzolini 1882–1982)

## Q
- Saša (Alessandro) Quinzi

## R
- Nicolò Rasmo
- Carlo Giuseppe Ratti
- Milko Rener
- Carlo Ridolfi
- Cesare Ripa

## S
- Luigi Salerno
- Mario Salmi
- Roberto Salvini
- Giovanni Santi
- Luigi Pellegrini Scaramuccia
- August Schmarsow
- Arturo Schwarz
- Ludovica Sebregondi
- Ludwig Seitz
- Salvatore Settis
- Vittorio Sgarbi
- Carlo Sisi

## T
- Alain Tapié
- Sergio Tavano
- Stefano Ticozzi
- Flavio Tossi

## V
- Marco Valsecchi
- Giorgio Vasari
- Adolfo Venturi
- Giovanni Battista Volpati

## W
- Fernanda Wittgens

## Z
- Matteo Zaccolini
- Giampietro Zanotti
- Federico Zeri
- Stefano Zuffi